# Шидловјец
Шидловјец (пољ. Szydłowiec) град је у Пољској у Војводству мазовском. По подацима из 2012. године број становника у месту је био 12 142.

## Становништво
| 2012.  |
| ------ |
| 12 142 |